# Ferdinand von Doering
Otto Philipp Ferdinand Doering, seit 1818 von Doering (* 9. Mai 1792 in Stolp; † 16. Mai 1877 in Berlin) war ein preußischer Generalmajor.

## Leben

### Herkunft
Ferdinand war ein Sohn des Feldwebels im Kadettenhaus Stolp Georg Friedrich Doering (1740–1806) und dessen Ehefrau Elise Regine, geborene Gebert. Der Generalleutnant Wilhelm von Doering (1791–1866) war sein Neffe.

### Militärkarriere
Doering trat 1809 in das Colbergsche Infanterie-Regiment der Preußischen Armee ein und avancierte bis Anfang April 1812 zum Sekondeleutnant. Während der Befreiungskriege erwarb er bei der Belagerung von Wittenberg das Eiserne Kreuz II. Klasse und nahm an den Belagerungen in Hertzogenbusch, Givet und Charlemont teil. Ferner kämpfte er in den Schlachten bei Großgörschen, Bautzen, Großbeeren, Dennewitz, Leipzig und Laon. Bei Ligny erhielt er 1815 das Eiserne Kreuz I. Klasse. Anschließend kämpfte Doering bei Waterloo. Ferner nahm er auch an den Gefechten bei Colditz, Siegersdorf, Soissons sowie dem Sturm auf Compiegne teil und wurde bei Namur und Arnheim verwundet.
Nach dem Krieg wurde Doering am 20. September 1816 als Adjutant zur Landwehr-Inspektion nach Anklam versetzt und Mitte Oktober 1816 zum Premierleutnant befördert. Am 23. April 1819 wurde Doering in den erblichen preußischen Adelsstand erhoben. Ende März 1820 kam er in den Generalstab des II. Armee-Korps, avancierte im Jahr darauf zum Kapitän und wurde am 10. September 1834 mit der Beförderung zum Major unter Belassung in seiner Stellung dem 14. Infanterie-Regiment aggregiert. Am 30. März 1838 wurde er dann Bataillonskommandeur im 14. Infanterie-Regiment und kurz darauf am 10. April 1838 in das Kriegsministerium abgeordnet. Dort wurde er am 7. April 1842 zum Vorstand der Bekleidungsabteilung ernannt und am 22. März 1843 zum Oberstleutnant befördert. Als Oberst wurde er dem 9. Infanterie-Regiment aggregiert und am 29. November 1848 mit dem
Roten Adlerorden II. Klasse mit Eichenlaub ausgezeichnet. Am 15. Mai 1849 wurde er mit dem Charakter als Generalmajor mit Pension zur Disposition gestellt. Er starb am 16. Mai 1877 in Berlin.

### Familie
Doering heiratete am 5. November 1823 in Berlin Josepha von Morkowski (1803–1866), eine Tochter des Justizkommissars Bernhard von Morkowski. Sie wurde am 19. Mai 1866 auf dem Matthäifriehof beigesetzt. Das Paar hatte mehrere Kinder:
- Agnes (1824–1906), Stiftsdame
- Gustav (1826–1875), Oberstleutnant
- Maria († Jung)
- Georg Karl August (1833–1885), preußischer Oberst, Kommandeur des Infanterie-Regiments Nr. 85 ⚭ 1860 Apollonia Hedwig von Witte (1835–1919)